# Adalberto Álvarez y su Son
Pour les articles homonymes, voir Álvarez.
Adalberto Álvarez y su Son est le groupe musical cubain créé par le pianiste et arrangeur Adalberto Álvarez en 1984.
Adalberto Álvarez est mort le 1er septembre 2021 des suites de la COVID-19.

## Discographie
- El Regreso de Maria
- Omara canta el Son, avec Omara Portuondo
- Sueño con una Gitana
- Celina, Frank y Adalberto (avec Celina González et Franck Fernández)
- Nostalgia (avec Gina León)
- Fin de semana
- Dominando la partida

Label Artcolor
- El Chévere y el Caballero (avec Issac Delgado)
- Son en dos tiempos
- Dale como é

Label PM Records
- Caliente, caliente
- A bailar el toca toca
- Locos por el Son
- Adalberto Alvarez y su Son en vivo
- Grandes éxitos

Label Caribe Productions
- Los Super éxitos de Adalberto, SON 14
- Adalberto y su Son, Noche sensacional
- A Bailar el Toca Toca

Label Caliente, Caliente
- Jugando con Candela

Label Milan Latino
- Magistral (avec Michel Camilo)

Label Bis Music
Donaldo Flores, qui chante sur El Son de Adalberto Suena Cubano a fait ensuite une carrière solo.